# 弗赖
弗赖（法語：Frais，法語發音：[fʁɛ] ⓘ）是法国勃艮第-弗朗什-孔泰大区贝尔福地区省的一个市镇，位于该省东部偏北，属于贝尔福区。

## 地理
弗赖（47°38'48"N, 6°59'12"E）面积2.81 平方千米，位于法国勃艮第-弗朗什-孔泰大區贝尔福地区省，该省份为法国东北部内陆省份，东临上莱茵省，北起孚日省，西接上索恩省，南与杜省和瑞士接壤。
与弗赖接壤的市镇（或旧市镇、城区）包括：方丹、贝松库尔、富斯马涅、珀蒂克鲁瓦、法方。

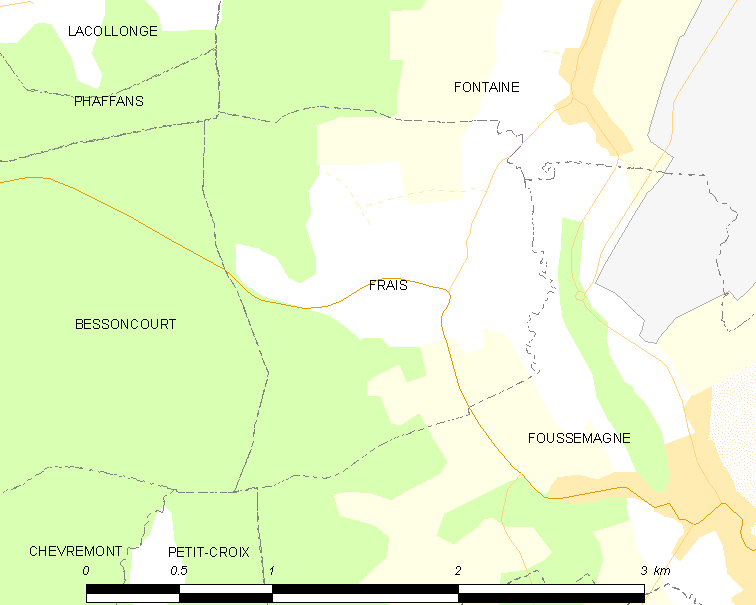
弗赖的OSM定位图

弗赖的时区为UTC+01:00、UTC+02:00（夏令时）。

## 行政
弗赖的邮政编码为90150，INSEE市镇编码为90050。

## 政治
弗赖所属的省级选区为格朗维拉尔县。

## 人口

1962-2008年间弗赖人口变化图示

弗赖于2022年1月1日时的人口数量为237人。